# Автошлях Р 56

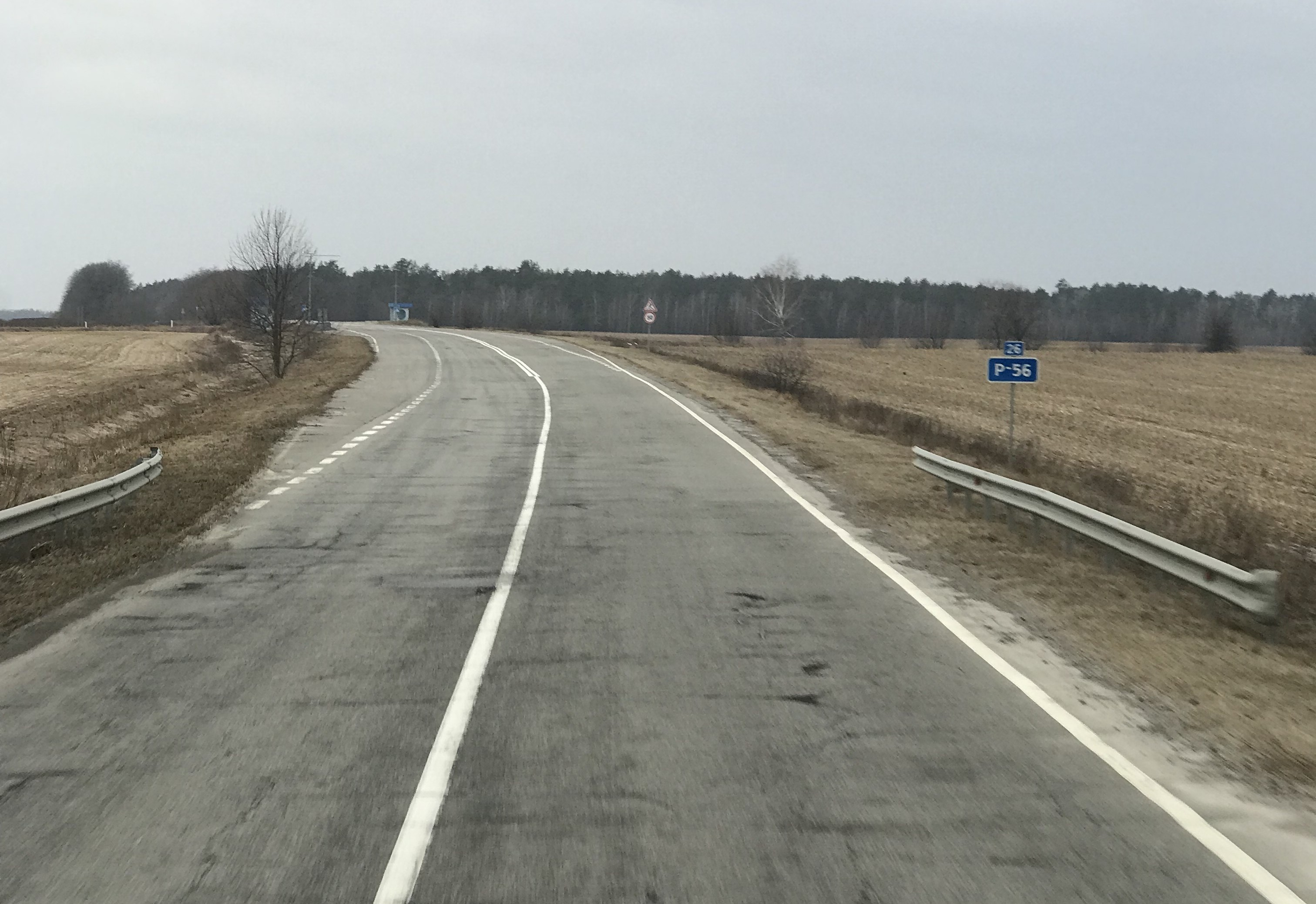
Автошлях Р 56 біля Михайло-Коцюбинського.

Автошля́х Р 56 — автомобільний шлях регіонального значення на території України, частина якого перетинає зону відчуження у Гомельській області Білорусі. Проходить територією Чернігівського та Вишгородського районів через Чернігів — Пакуль — Славутич — Славутич (пункт контролю) — Чорнобиль.

## Загальна довжина
Чернігів — Пакуль — контрольно-пропускний пункт «Славутич» — Чорнобиль (з під'їздом до м. Славутича) — 72,5 км.

## Маршрут
Автошлях проходить через такі населені пункти:
| Автошлях Р 56                                |                             |
| Чернігівська область                         |                             |
| Чернігівський район                          |                             |
| Чернігів                                     | E95М01Н27Н28Р56Т 2501Т 2506 |
| Павлівка                                     |                             |
| Трисвятська Слобода                          |                             |
| Зайці                                        |                             |
| Михайло-Коцюбинське                          |                             |
| Линея                                        |                             |
| Пакуль                                       |                             |
| Семенягівка                                  |                             |
| відгалуження на Славутич                     | Т 2506                      |
| Славутич (пункт контролю)                    |                             |
| Зона відчуження Гомельської області Білорусі |                             |
| Київська область                             |                             |
| Вишгородський район                          |                             |
|                                              | Т 2505                      |
| Чорнобиль                                    |                             |